# Nem keresek új hazát
Nem keresek új hazát – pierwszy album zespołu Hungarica wydany w 2007 roku.
Utwory pochodzą z sesji nagraniowej, która odbyła się w Sound-Bridge Studio w mieście Sopron. Najpopularniejszymi utworami z albumu są "Magyar vagyok" oraz "Ide születtem". 

## Lista utworów
1. "Intro"
2. "Él és virul..."
3. "Magyar vagyok"
4. "Szabadság van..."
5. "Nem keresek új hazát"
6. "Ide születtem"
7. "Grand Orient"
8. "Szárnyán a szélnek"
9. "Szadista Disneyland"
10. "Átverés"
11. "Emlékezz"
12. "Erdély"

## Twórcy
Hungarica
- Balázs Sziva - śpiew
- Norbert Mentes - gitara prowadząca
- Péter Hoffer - perkusja, bęben

Gościnnie
- Gábor Madarász - gitara rytmiczna, gitara akustyczna w utworach Szadista Disneyland oraz Ide születtem
- Gábor Vörös - gitara basowa w utworach Nem keresek új hazát, Grand Orient, Szárnyán a szélnek oraz Magyar vagyok
- Barnabás Preidl - gitara basowa w utworach Él és virul, Szadista Disneyland, Szabadság van
- Márton Tumbász - skrzypce w utworze Ide születtem
- Miklós Jancsó - gitara basowa w utworze Ide születtem
- Botond Bese - flet
- Ferenc "Feró" Nagy - śpiew w utworze Emlékezz
- Zoltán "Zoli" Téglás - śpiew w utworze Átverés

## Wideografia
- "Ide születtem" - Tamás Császár, 2007 (Teledysk)
- "Nem keresek új hazát" - Tamás Császár, 2007